# Serrières (Ardèche)
Serrières ist ein südfranzösischer Ort und eine Gemeinde mit 1.074 Einwohnern (Stand: 1. Januar 2022) im Vivarais (heute: Département Ardèche) in der Region Auvergne-Rhône-Alpes.

## Lage und Klima

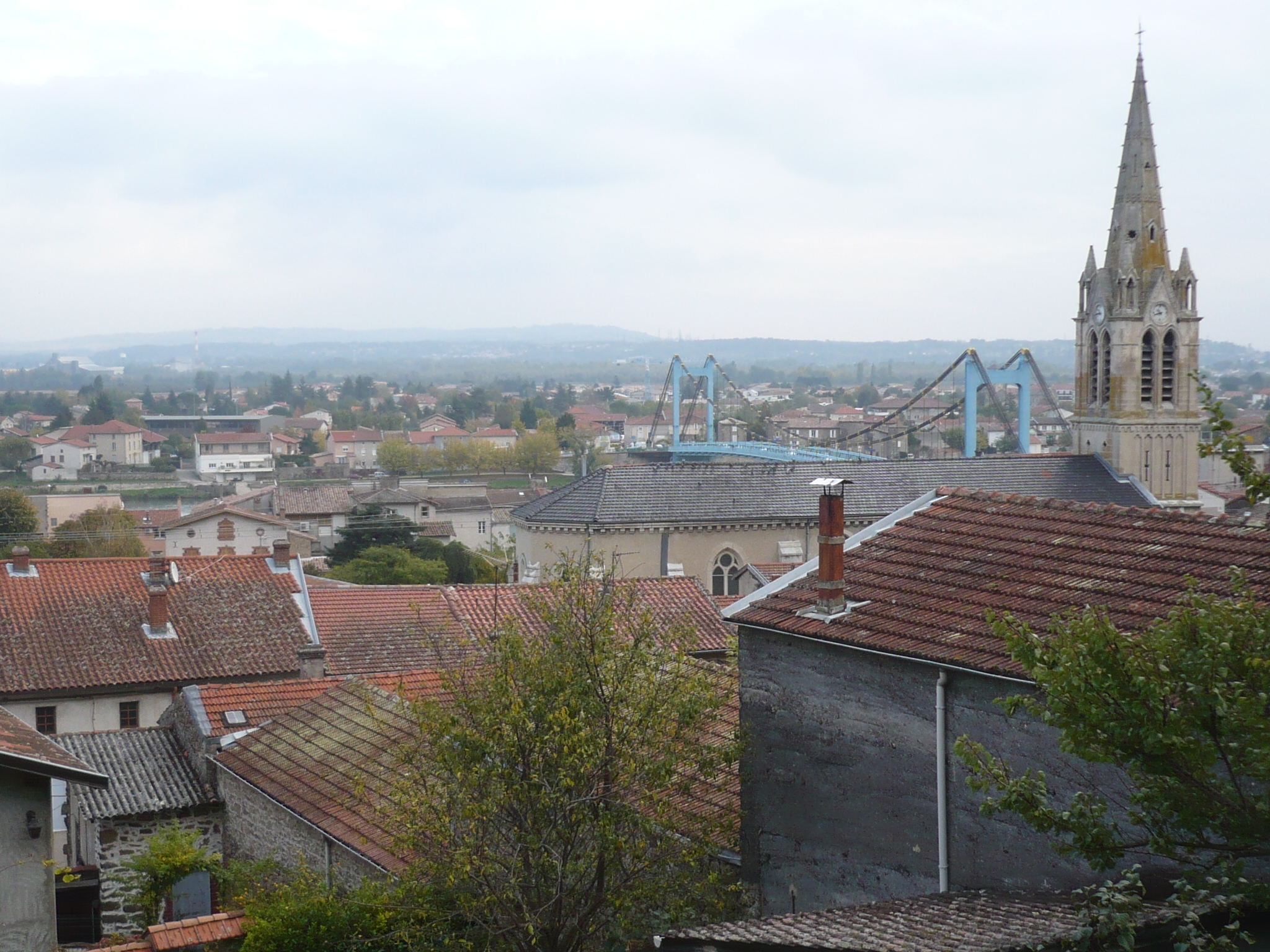
Blick vom Quartier du Tromph auf die Unterstadt, im Hintergrund Sablons

Serrières liegt im französischen Rhônetal, knapp 30 km (Fahrtstrecke) südlich von Vienne am Ostrand des Mézenc-Gebirges und am Westufer der Rhone. Die Rhône bildet die Grenze zum benachbarten Département Isère. Der Ort teilt sich in den mittelalterlichen Ortskern (Quartier du Tromph) unterhalb der Fundamente der ehemaligen Burg und die entlang der Rhône gelegene Unterstadt (Quartier Saint-Sornin). Der vormals selbstständige Marktort Saint-Sornin wurde bereits im Mittelalter mit Serrières vereinigt. Das Klima ist gemäßigt bis warm; Regen (ca. 780 mm/Jahr) fällt übers Jahr verteilt.

## Name
Der Ortsname lässt sich auf das lateinisch-keltische Castrum Sarerie zurückführen. „Castrum“ heißt Fort, „sarerie“ (franz.: resserré) bedeutet „eingezwängt“, womit wird die Lage zwischen dem Fluss und den angrenzenden Hügeln des Vivarais beschrieben wird. Er wandelte sich im Lauf der Geschichte von Sarriera partus (972) über Sararia und Seriere (1464) nach Serreriis (1875). Von 1794 bis 1801 trug die Stadt, aufgrund ihres bedeutenden Hafens, den Revolutionsnamen Port du Mézenc („Hafen des Mézenc“). Aufgrund seiner Lage nahe der Schnittstelle von vier Départements trägt Serrières den Beinamen Porte de l'Ardèche („Tor zum Département Ardèche“).

## Bevölkerungsentwicklung
| Jahr                       | 1800 | 1851 | 1901 | 1954 | 1999 | 2017 |
| Einwohner                  | 1924 | 2022 | 1558 | 1416 | 1078 | 1146 |
| Quellen: Cassini und INSEE |      |      |      |      |      |      |

Die Reblauskrise im Weinbau, die zunehmende Mechanisierung der Landwirtschaft und die Einführung von Dampfschiffen führten seit der zweiten Hälfte des 19. Jahrhunderts zu einem Verlust an Arbeitsplätzen und zu einem Bevölkerungsrückgang.

## Geschichte

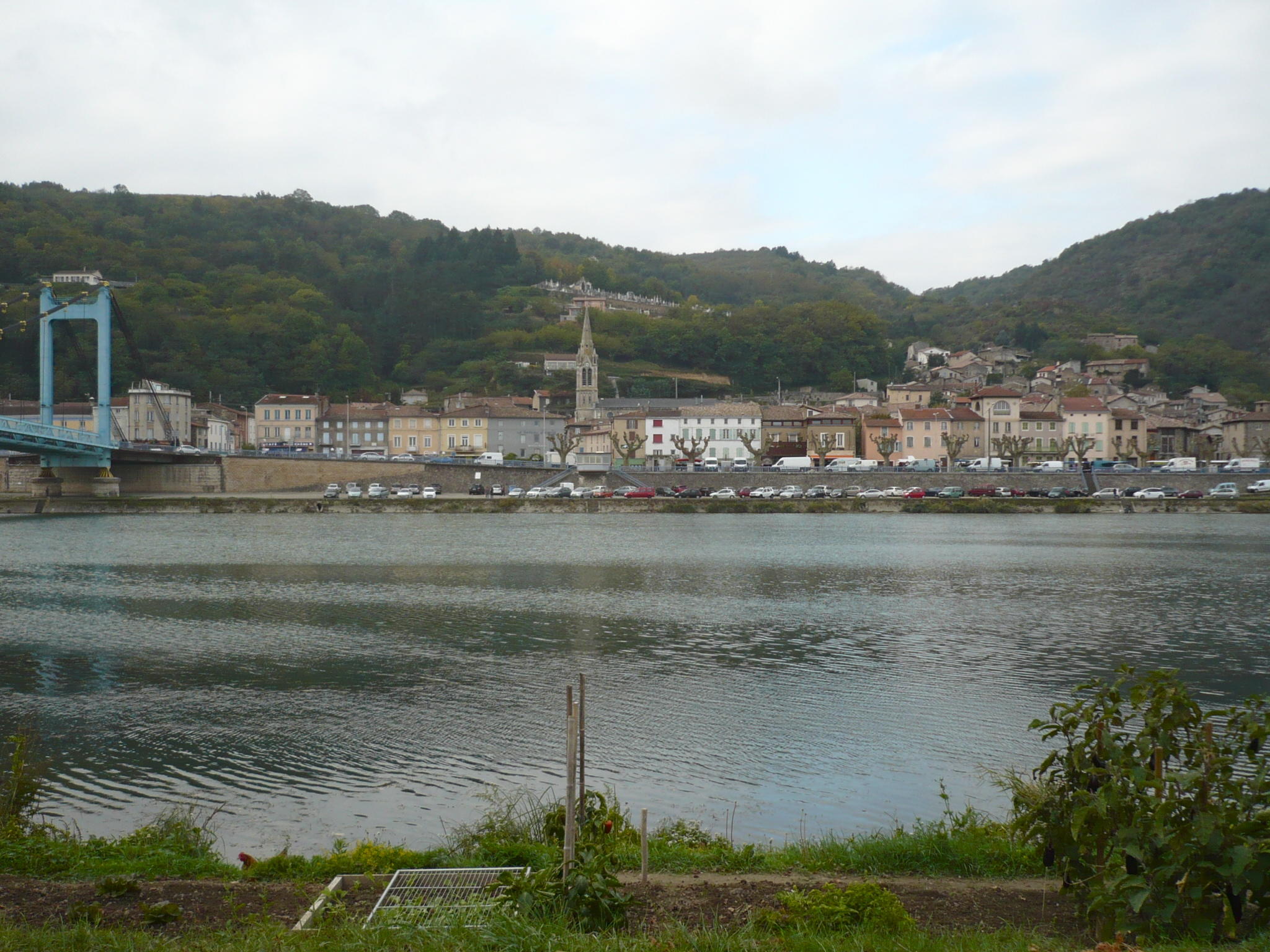
Blick über die Rhône auf Serrières

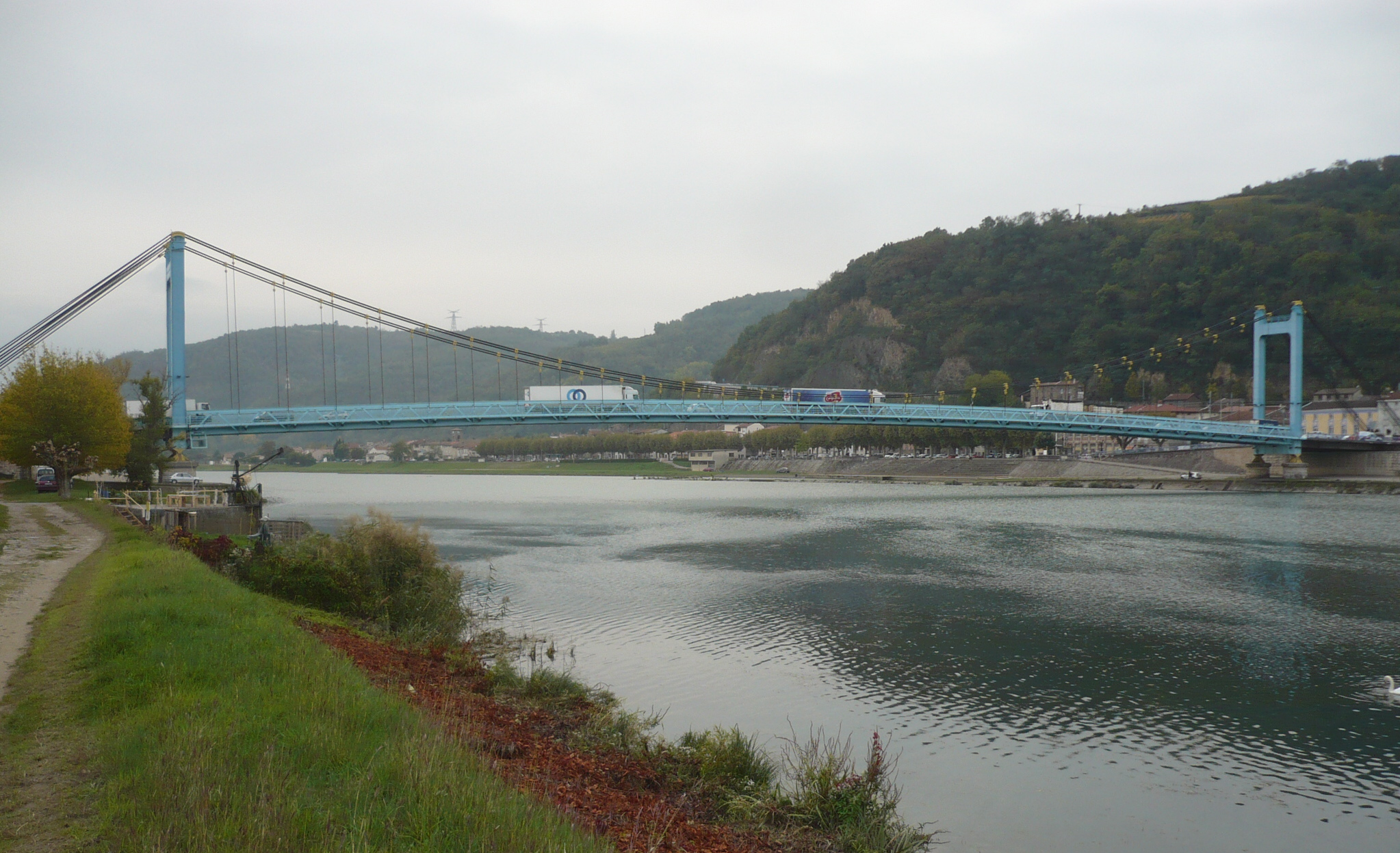
Die Hängebrücke verbindet Serrières mit Sablons (links)

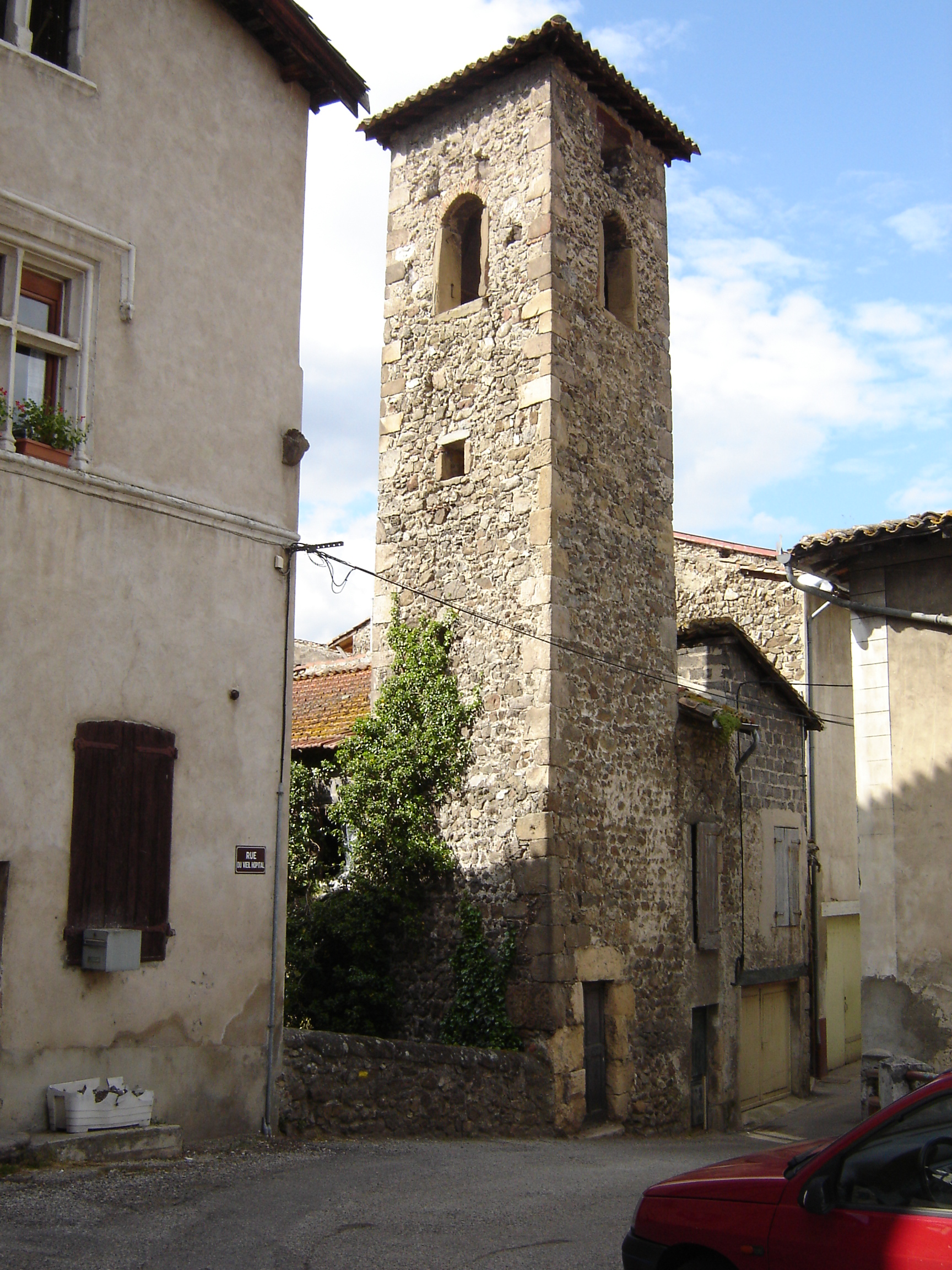
Tour des pénitents

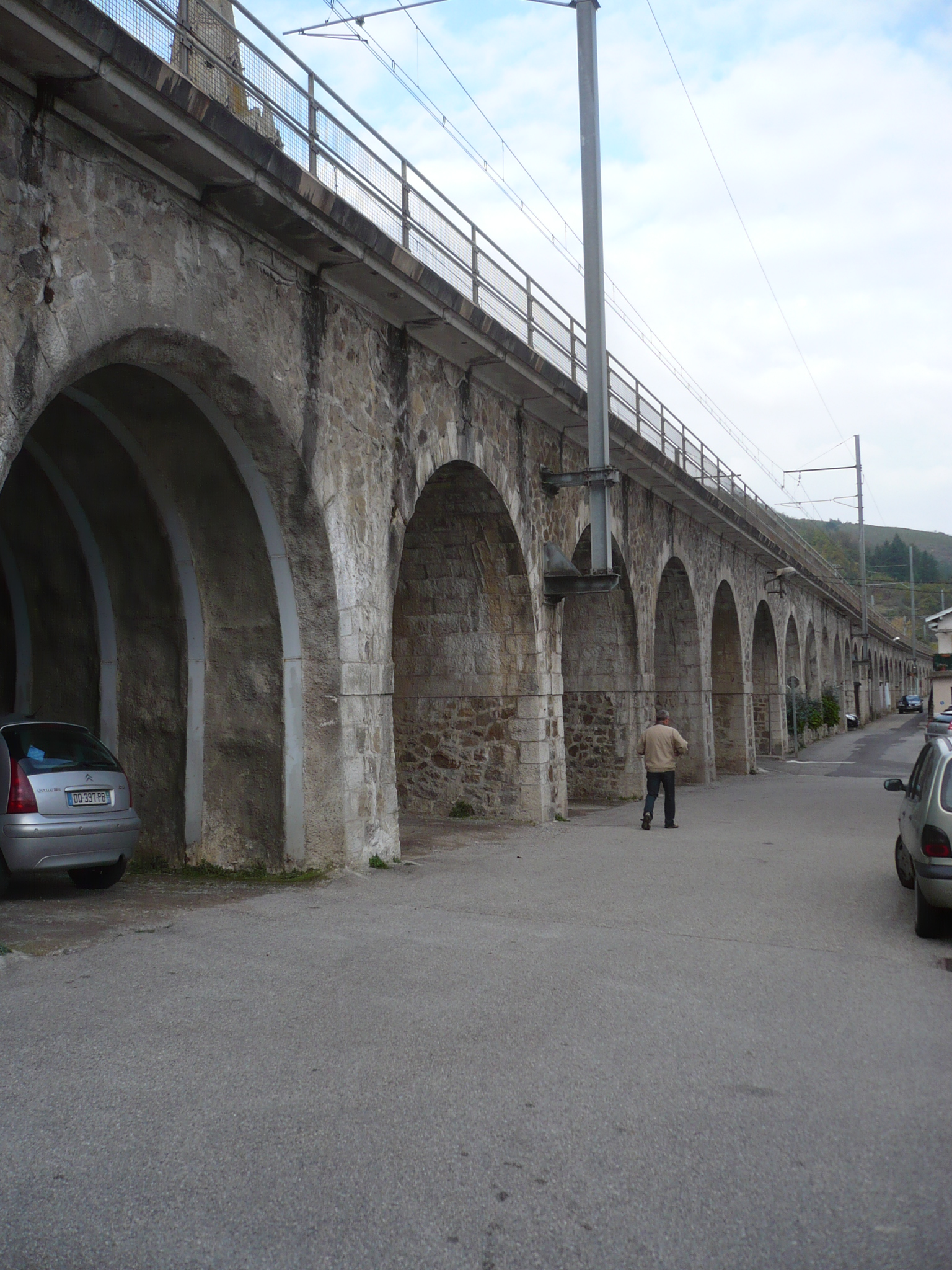
Eisenbahnviadukt im Quartier Saint-Sornin

Vor der Eroberung durch Julius Caesar war das Gebiet vom gallischen Stamm der Helvier besiedelt. Aus der gallorömischen Zeit wurden Relikte in der Nähe des Ortes gefunden. Im Jahr 408 wurde Serrières von den Vandalen verwüstet und nochmals im Jahr 733 von den Mauren bei deren Rückzug nach der Schlacht von Tours und Poitiers.
In den Jahren zwischen 970 und 1040 wurde Serrières mehrfach von Hungersnöten und Epidemien heimgesucht. Im 14. Jahrhundert plünderten umherziehende Söldner der Grandes Compagnies dreimal den Ort; zudem wütete die Pest.
Zunächst war das Gebiet ein Lehen der Grafen von Albon. Ende des 11. Jahrhunderts ging die Suzeränität an den Grafen von Roussillon über. Im 13. Jahrhundert wurden eine Burg und ein Bergfried schriftlich erwähnt, 1414 die Stadt als Handelsplatz mit zahlreichen Märkten und vier Jahrmärkten. Von Bedeutung war der Hafen, wo vor allem Wein und Salz ausgeladen und mit Maultieren weiter in die Bergregionen des Hinterlands transportiert wurden. Im Jahr 1299 erhielt Serrières einen Freibrief und durfte ab 1368 von den Flussschiffern Wegzoll einfordern.
Im Verlauf des Fünften Religionskriegs wurde die Burg 1574 auf Befehl des Königs zerstört. Von 1585 bis 1587 fielen dem Hunger und der Pest drei Viertel der Bevölkerung zum Opfer. Im Jahr 1619 wurde die Kapelle Notre-Dame de la Pitié errichtet, wegen Baufälligkeit aber bald wieder aufgegeben. Die heutige Kirche stammt aus dem Jahr 1702.
Im 17. Jahrhundert wechselte durch Eheschließungen und Mitgift mehrmals die herrschende Familie. Der letzte Herrscher, Ludwig Joseph von Bourbon, emigrierte als Folge der Revolution im Jahr 1791 in die Niederlande.
Wiederholt vernichteten Hagel und Frost die Ernten und führten zu Hungersnöten. Im strengen Winter des Jahres 1766 fror die Rhône zu und konnte sogar mit schweren Karren überquert werden.
Am 12. Februar 1790 trat, nach ersten Wahlen mit 108 Abstimmenden, erstmals die Stadtverwaltung mit einem Bürgermeister zusammen. Drei Jahre später wurde die Kirche teilweise zerstört.
Ende des 18. Jahrhunderts existierten im Ort vier Kalköfen, drei Hutfabriken mit 100 Arbeitern und Branntweinbrennereien. Zu den zwei Seidenwebereien mit 300 Arbeitern aus dem Jahr 1760 kamen 1866/67 zwei weitere Betriebe mit 185 Arbeitern hinzu.
Bis zum Ende des 15. Jahrhunderts wurden die Boote flussaufwärts von Menschen, bis ins 19. Jahrhundert hinein dann von Pferden und Ochsen getreidelt. Im Jahr 1829 fuhr erstmals ein Dampfschiff die Rhone hinauf und leitete den allmählichen wirtschaftlichen Niedergang des Ortes ein. Die örtlichen Schiffer, die vor allem Holz aus dem Mézenc verluden und Fährverkehr (bereits 1350 wurde eine Gierseilfähre erwähnt) betrieben, trafen zudem 1828 der Bau einer Hängebrücke zum jenseits des Flusses gelegenen Sablons und 1840 eine Überschwemmung, der viele ihrer Pferde zum Opfer fielen. Im Jahr 1851 gaben die ersten Schiffer auf. Von 1887 bis 1889 wurde ein neuer Hafen gebaut, um Dampfschiffen das Anlegen zu ermöglichen.
In den Jahren 1878/79 wurde die Bahnstrecke Lyon–Nîmes auf gemauerten Viaduktbögen mitten durch die Unterstadt gebaut und eine Bahnstation angelegt. Da der Mittelpfeiler der ersten Straßenbrücke den Schiffsverkehr auf der Rhone behinderte, wurde sie 1933 durch eine neue Hängebrücke ersetzt. Diese Brücke wurde 1944 von den deutschen Truppen bei deren Abzug zerstört. Die heutige Brücke stammt aus dem Jahr 1951.
Während der deutschen Besetzung im Zweiten Weltkrieg beherbergte Serrières eine Garnison der Wehrmacht. Nach dem Bau eines 1976 eröffneten Rhone-Seitenkanals weist der einst schwer schiffbare Flussabschnitt am Ort nur noch eine geringe Strömung auf. Der Hafen wird seitdem nicht mehr von Schiffen angelaufen.

## Verkehr
Im Ort kreuzen sich die Departementsstraßen 86 (frühere Nationalstraße N 86) und 820 (frühere N 82). In etwa 4 km Entfernung befindet sich eine Autobahnanschlussstelle der Autobahn A 7 („Autoroute du Soleil“).
Serrières hatte einen Bahnhof an der Bahnstrecke Givors-Canal–Grezan, die 1880 von der Compagnie des chemins de fer de Paris à Lyon et à la Méditerranée (P.L.M.) eröffnet wurde. 1973 wurde der Personenverkehr auf dieser regelspurigen, zweigleisigen und elektrifizierten Bahn eingestellt. Der Bahnhof wurde zurückgebaut und außer Betrieb gesetzt, die den Ort auf einem Viadukt querende Strecke ist nur noch im durchlaufenden Güterverkehr in Betrieb. Nächste Bahnstationen mit Reiseverkehr sind Le Péage-de-Roussillon und Saint-Rambert-d’Albon an der Bahnstrecke Paris–Marseille.

## Sehenswürdigkeiten

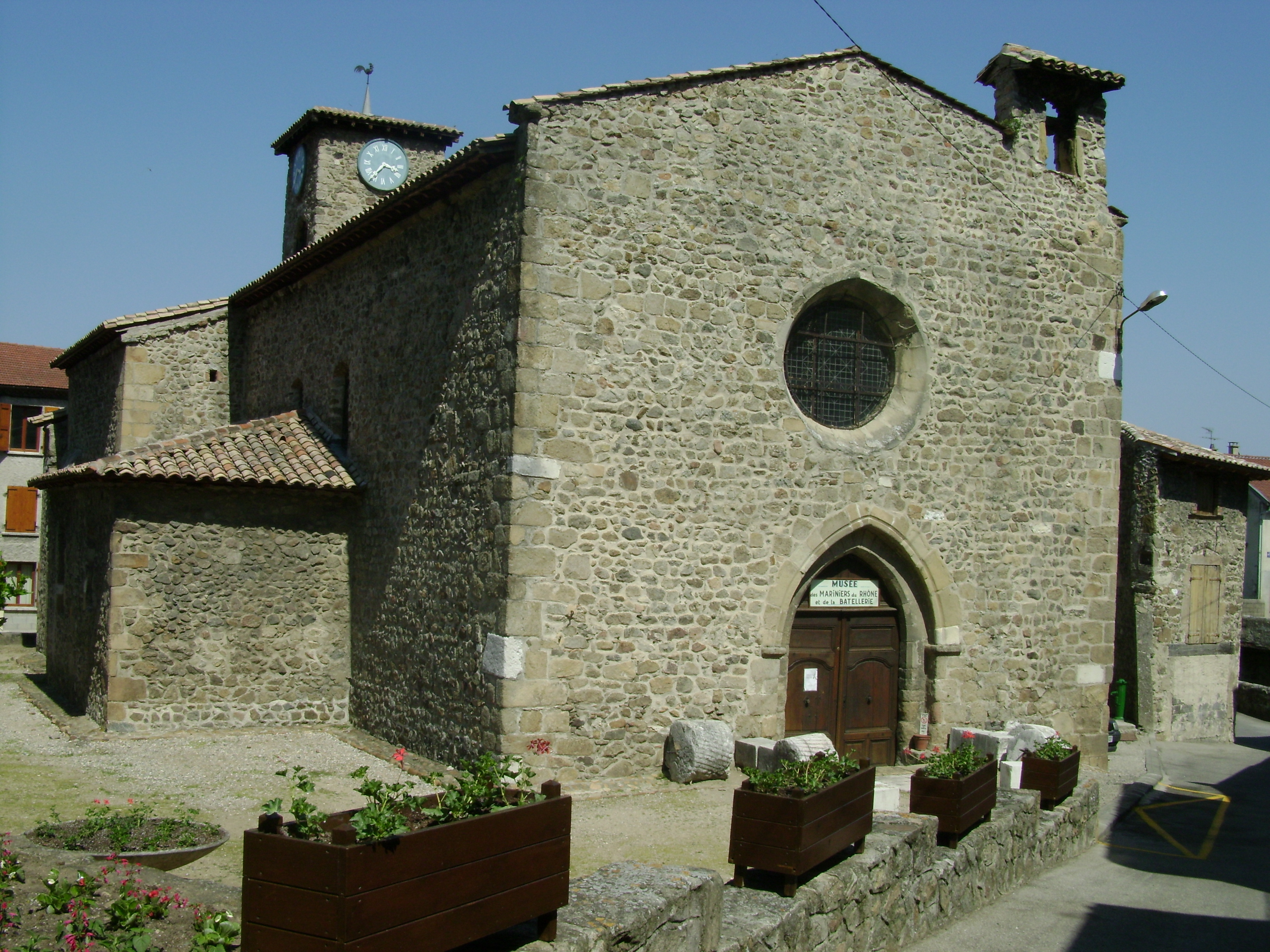
Ehemalige Kapelle Saint-Sornin

- Die ehemalige Kapelle Saint-Sornin aus dem 12. Jahrhundert war die Kirche der Schiffer zur Zeit des Treidelns. Das unter Denkmalschutz stehende Gebäude wurde 1935 entweiht und beherbergt das Schiffermuseum Musée des mariniers.
- Der „Büßerturm“ (Tour des pénitents), ein Relikt der Kapelle Notre-Dame de la Pitié.
- Die Hängebrücke (Pont de Sablons) (auch: Pont de Serrières), die als drittes Bauwerk ihrer Art seit 1951 die Orte Serrières und Sablons über die Rhone hinweg verbindet. Ihre Mittelspannweite beträgt 185 m.